# Achaearanea nigrovittata
Achaearanea nigrovittata là một loài nhện trong họ Theridiidae.
Loài này thuộc chi Achaearanea. Achaearanea nigrovittata được Eugen von Keyserling miêu tả năm 1884.